# بوکول
بوکول (به هلندی: Boukoul) یک روستا در هلند است که در روموند واقع شده‌است. بوکول ۹۷۰ نفر جمعیت دارد.